# Gammelgårdssjön (Grangärde socken, Dalarna)
Gammelgårdssjön är en sjö i Ludvika kommun i Dalarna och ingår i Dalälvens huvudavrinningsområde. Sjön har en area på 0,816 kvadratkilometer och ligger 318 meter över havet. Sjön avvattnas av vattendraget Hyttbäcken.

## Delavrinningsområde
Gammelgårdssjön ingår i det delavrinningsområde (669146-146032) som SMHI kallar för Ovan None. Medelhöjden är 345 meter över havet och ytan är 12,96 kvadratkilometer. Det finns inga avrinningsområden uppströms utan avrinningsområdet är högsta punkten. Hyttbäcken som avvattnar avrinningsområdet har biflödesordning 3, vilket innebär att vattnet flödar genom totalt 3 vattendrag innan det når havet efter 261 kilometer. Avrinningsområdet består mestadels av skog (88 procent). Avrinningsområdet har 0,96 kvadratkilometer vattenytor vilket ger det en sjöprocent på 7,4 procent.